# Sumpigaster pedestris
Sumpigaster pedestris är en tvåvingeart som först beskrevs av Villeneuve 1939.  Sumpigaster pedestris ingår i släktet Sumpigaster och familjen parasitflugor. Inga underarter finns listade i Catalogue of Life.